# Чистики
Чи́стики (лат. Cepphus) — род птиц из семейства чистиковых (Alcidae). Это морские птицы, распространённые в северном полушарии. Гнездятся колониями на побережьях Тихого и Атлантического океанов. Питаются преимущественно рыбой, а также ракообразными. В кладке, как правило, два яйца. Выводковый период длится 33—38 дней.

## Виды
Международный союз орнитологов выделяет три вида:
- Cepphus grylle — Обыкновенный чистик
- Cepphus columba — Тихоокеанский чистик
- Cepphus carbo — Очковый чистик